# Magdalena Hykawy
Magdalena Hykawy-Zabłocka – polska dziennikarka i reporterka. 

## Życiorys
W 1996 zdała maturę w III Liceum Ogólnokształcącym im. gen. Józefa Sowińskiego w Warszawie. Ukończyła politologię na Uniwersytecie Warszawskim. Po studiach pracowała jako reporterka w TVN24. W listopadzie 2007 przeszła do Telewizji Polsat, gdzie została reporterką w wieczorowym programie informacyjnym Wydarzenia. Specjalizuje się materiałach medycznych i związanych z ochroną zdrowia.

## Nagrody
2025: Statuetka od Lotniczego Pogotowia Ratunkowego "w dowód wdzięczności za owocną, wieloletnią współpracę".
2024: Kryształowe Pióra. Główna nagroda w kategorii „Nowotwór – pokonać strach, wygrać życie”, wyróżnienie w kategorii „Choroby serca – rosnące zagrożenie”.
2024: Statuetka „Przyjaciela kampanii Dłuższe życie z cukrzycą”.
2018: Kryształowe Pióra. Statuetka (I miejsce) w kategorii „Depresja – przełamać tabu.